# Imgur-Enlil (Babylon)
Imgur-Enlil (deutsch: Wohlwollen des Enlils) bezeichnet die innere Stadtmauer von Babylon (duru). 

## Erbauer von Imgur-Enlil
Mit der Gründung der 1. Dynastie von Babylon erbaute Sumu-abum 1830 v. Chr. die erste Befestigungs- (duru-rabu) und spätere Innenmauer. 1812 v. Chr. erneuerte Sumu-la-īlu die Mauer ebenso wie Apil-Sin 1765 v. Chr. und später auch Asarhaddon, nachdem Sanherib Babylon bis auf die Grundmauern zerstörte. Nebukadnezar II. restaurierte im Zuge seiner Erweiterungen Imgur-Enlil ebenso wie der letzte neubabylonische König Nabonid, der erneute Ausbesserungsarbeiten vornahm. 

## Länge und Struktur von Imgur-Enlil
Imgur-Enlil wurde mit Lehmziegeln erbaut und hatte eine Breite von 6,5 Metern. In Abständen von 18,1 Metern folgten abwechselnd kleine (9,7 × 8,06 Meter) und große (11,4 × 9,4 Meter) Wachtürme. Die Stadtmauer war so angelegt, dass Babylon in vier Imgur-Enlil-Abschnitten von 5.400, 3.600, 3.000 und 2.400 Suklu-Ellen umgeben war. Die Gesamtlänge von 14.400 Suklu-Ellen (7.200 Meter) entsprach der vierfachen heiligen Zahl von 3.600 Suklu-Ellen (1 Saros). Diese Maße wurden in Keilschrifttexten mindestens zweimal von Asarhaddon und Nabonid genannt. Durch die von Nebukadnezar II. vorgenommenen Erweiterungen der Außenmauer (šalchu) Nemed-Enlil konnte bei archäologischen Ausgrabungen eine Gesamtlänge von 8.150 Metern nachgewiesen werden.

## Berossos
Die von Berossos überlieferte und erwähnte zusätzliche Verteidigungsmauer, die Nabonid erbaut haben soll, war in der keilschriftlich verfassten Stadtbeschreibung des letzten neubabylonischen Königs nicht enthalten.